# Aemilius Macer

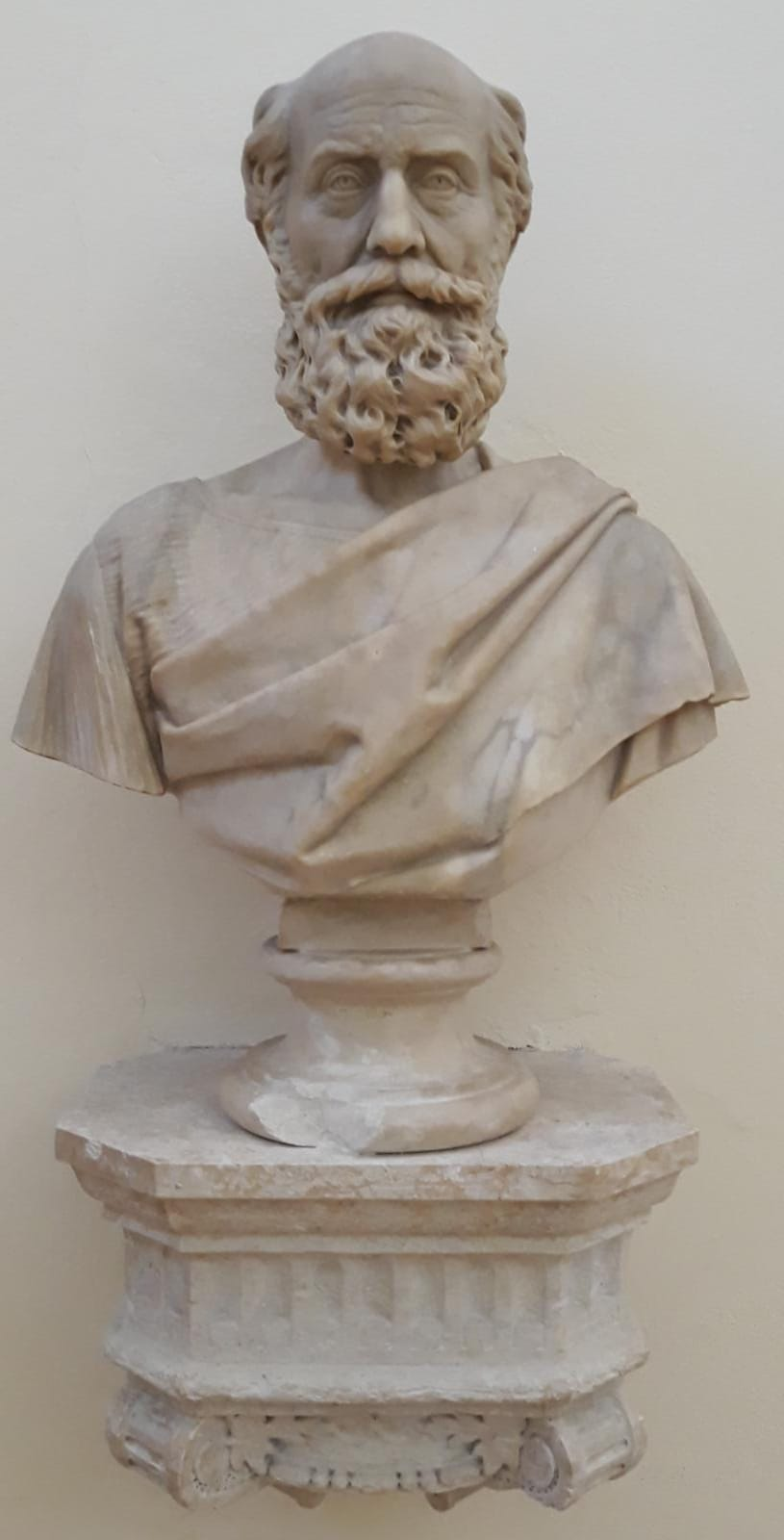
Büste des Aemilius Macer in der Protomoteca der Stadtbücherei von Verona, vermutlich eine Phantasiedarstellung

Aemilius Macer († 16 v. Chr.) war ein römischer Dichter, der zur Zeit der späten Republik und der frühen Kaiserzeit mehrere Lehrgedichte in lateinischer Sprache verfasste.

## Leben
Aemilius Macer stammte aus Verona und starb 16 v. Chr. Sonst ist über ihn nur bekannt, dass er der Freund römischer Dichter wie Ovid und Vergil war. Für seine Bedeutung und Bekanntheit spricht, dass Zitate aus seinem Werk noch im 4. Jahrhundert von den Grammatikern Flavius Sosipater Charisius und Diomedes verwendet wurden.

## Werk
Von seinem Werk haben sich nur 17 kurze Fragmente hauptsächlich bei verschiedenen Grammatikern erhalten. Wie Ovid in den Tristia überliefert, hat er über volucres (Vögel), quae nocet serpens (Schlangengift) und quae iuvat herba (pflanzliche Heilmittel) geschrieben. Charisius benutzt allerdings die Begriffe ornithogonia (Verwandlung in Vögel) und theriacon (Heilmittel gegen Schlangengift). Die kurzen Fragmente lassen keinen sicheren Schluss auf den Schwerpunkt der Dichtungen zu. Das längste Zitat findet sich bei Isidor von Sevilla:

„cygnus in auspiciis semper laetissimus aves:
hunc optant nautae, quia se non mergit in undas“

„Der Schwan ist bei der Vogelschau immer der glücklichste Vogel,
diesen wünschen die Seeleute, weil er sie nicht in die Wellen stürzt“

## Überlieferung
Aemilius Macer genoss bis in die Spätantike großes Ansehen. Plinius der Ältere nennt ihn zu Beginn des Buches X der Naturalis historia als verwendeten Autor, wenn er ihn auch nicht innerhalb des Textes namentlich zitiert. In den Disticha Catonis, einem der populärsten Volks- und Schulbüchern des europäischen Spätmittelalters, dessen Wurzeln aber bis in das 3./4. Jahrhundert n. Chr. reichen, wird Macer als Experte für vir(tut)es herbarum (Kräfte der Kräuter) angegeben, zusammen mit Vergil für den Ackerbau und anderen bekannten lateinischen Dichtern. Dadurch setzte sich das Wort Macer als Synonym für Kräuterbuch durch, etwa beim Macer floridus. Diese Bücher beruhen aber nicht auf Inhalten, die durch bekannte Werke des Aemilius Macer überliefert worden wären.